# Javier Pradera
Francisco Javier Pradera y Gortázar (San Sebastián, 28 de abril de 1934-Madrid, 20 de noviembre de 2011) fue un escritor, abogado, analista político, columnista y editor español.

## Biografía
Procedía de una familia significada de la derecha tradicionalista. Su abuelo, Víctor Pradera, fue un destacado político carlista navarro fundador junto a José Calvo Sotelo del Bloque Nacional. En los primeros días de la Guerra Civil tanto el abuelo como su padre, Javier Pradera Ortega, letrado del Ayuntamiento de San Sebastián y abogado, fueron asesinados en la retaguardia republicana. La familia cercana de Javier se limitó a partir de ese momento a su abuela materna, su madre Carmen, su tío Juan José, quien más tarde sería el vicesecretario general del Movimiento, y sus dos hermanos, Víctor y María.
A pesar de los antecedentes familiares, Javier Pradera fue desde su juventud un activo opositor al régimen franquista, siendo militante comunista en la clandestinidad desde 1955 hasta que abandonó el PCE nueve años más tarde, tras la expulsión de Fernando Claudín y Jorge Semprún.
Casado en primeras nupcias con Gabriela Sánchez Ferlosio, hija de Rafael Sánchez Mazas y hermana de Miguel, Chicho y Rafael Sánchez Ferlosio, tuvo con ella dos hijos, Máximo y Alejandro Pradera Sánchez. Posteriormente, en 1989 contrajo matrimonio con Natalia Rodríguez Salmones.

## Trayectoria
Durante los denominados sucesos de 1956 fue detenido y encarcelado, pero logró escapar de la tortura amparándose en su condición de teniente del Cuerpo Jurídico del Ejército del Aire, lo que le permitió negarse a declarar ante la policía política, exigiendo hacerlo ante sus superiores castrenses. Poco tiempo después pidió la baja en el ejército. Su actividad política le llevó en dos ocasiones más a la cárcel durante la dictadura: en enero de 1958, cuando fue acusado de propaganda ilegal, y una tercera en septiembre de 1963. En todos los casos las causas se acabaron sobreseyendo. A consecuencia de su actividad política también fue relevado de su puesto de profesor de Derecho político de la Universidad Autónoma de Madrid.
Licenciado en Derecho, en su trayectoria literaria y de editor, siempre vinculada a los medios de comunicación, fue el primer director (1962-1966) de la delegación en España de la editorial mexicana Fondo de Cultura Económica, miembro del consejo de dirección de Alianza Editorial y creador de su colección de bolsillo.
Pradera participó en la fundación del diario El País desempeñando labores de editorialista, miembro del equipo editorial y responsable de la sección de Opinión desde 1976 hasta 1986, tiempo en el cual recibió el Premio Francisco Cerecedo de Periodismo (1984). Durante la madrugada del 23 al 24 de febrero de 1981, en pleno intento del golpe de Estado del 23-F, Pradera fue el autor del editorial absolutamente contrario al golpe que publicó el diario.El "Diario 16" y El País fueron los únicos periódicos que salieron a la calle esa noche. Este último con un titular inequívoco: El País, con la Constitución. En 1986, encabezó con su firma un artículo colectivo pidiendo el voto a favor de la permanencia de España en la OTAN en el referéndum que habría de celebrarse poco después. Aquel gesto lo llevó a enfrentarse con Juan Luis Cebrián, director de El País, y a abandonar el periódico durante un año. Desde que en 1987 se reintegró al diario, desarrolló su trabajo como columnista y miembro del Consejo Editorial. Codirigió, junto al filósofo Fernando Savater, la revista Claves de Razón Práctica. 
Su último artículo se publicó en El País el mismo día de su fallecimiento, el 20 de noviembre de 2011. Lo tituló "Al borde del abismo".
El 2 de diciembre de 2011, el gobierno otorgó a propuesta de Ramón Jáuregui a título póstumo, la medalla al mérito constitucional a Javier Pradera. La medalla le fue entregada el 17 de diciembre a su viuda.